# Death Wish 3
Death Wish 3 (tựa tiếng Việt: Điều ước tử thần 3) là một bộ phim hành động - tội phạm Mỹ sản xuất vào năm 1985, do Michael Winner làm đạo diễn. Đây là phần thứ ba của loạt phim Death Wish. Phim có sự tham gia của dàn diễn viên gạo cội như Charles Bronson, Ed Lauter, Deborah Raffin, Martin Balsam và Gavan O'Herlihy.

## Nội dung
Sau khi kết thúc lệnh cấm ở phần phim trước, Paul Kersey đến thành phố New York thăm người bạn cũ năm xưa trong Chiến tranh Triều Tiên là Charley. Thành phố lúc này đang bị hoành hành bởi các băng đảng tội phạm, nổi bật là băng đảng của tên trùm khét tiếng Manny Fraker. Một ngày nọ, hai tên côn đồ trong băng đảng của Manny đã tấn công căn hộ của Charley và giết chết ông. Paul đến trễ nên không kịp cứu Charley và Charley chết trên tay ông. Đúng lúc đó cảnh sát ập đến. Vì trong tay Paul có súng nên cảnh sát nghi ngờ Paul là hung thủ và bắt giam ông. Tại đồn cảnh sát, Paul trong lúc thất thần vì cái chết của Charley đã gặp Richard Shriker, thanh tra nổi tiếng ở New York. Paul được đưa xuống phòng giam. Tại đây ông đã gặp Manny Fraker, tên trùm của băng đảng đã giết Charley. Sau cuộc hỗn chiến với Paul, Manny được thả do hắn có luật sư bào chữa trong vụ sát hại Charley. Trước khi rời khỏi phòng giam, Manny đe dọa sẽ giết Paul nếu gặp lại ông lần nữa. Trở về hang ổ, Manny phát hiện tên thuộc hạ Hector làm phản và giết chết Hector. Tình trạng tội phạm ngày càng gia tăng tại New York. Shriker quyết định thả Paul ra và không quên cảnh báo ông về sự nguy hiểm của Manny.
Paul dọn đến ở trong căn hộ của Charley, khu vực này là nơi băng đảng tội phạm của Manny đang chiếm giữ làm địa bàn. Hàng xóm của Paul gồm có Bennett Cross, cựu chiến binh Thế chiến hai có quen biết với Charley, gia đình Kaprov, vợ chồng ông chủ cửa hàng đá quý và cặp vợ chồng Rodriguez - Maria. Sau một vài vụ cướp bóc tàn bạo xảy ra, Paul quyết định mua một chiếc ô tô làm mồi nhử để giết bọn tội phạm. Khi hai tên cướp đến phá xe để cướp đồ trong xe, Paul đã dùng khẩu Colt Cobra giết chết hai tên này. Paul cũng có hai lần cứu Maria nhưng đến lần thứ ba cô bị Manny bắt cóc và hãm hiếp đến chết.
Paul mua khẩu súng lục Wildey như một vũ khí mới và dành thời gian chế tạo đạn dược cho nó. Để thử nghiệm khẩu súng, Paul dùng một kế hoạch táo bạo. Ông ra ngoài với một chiếc máy ảnh Nikon và cố tình để hớ hênh nhằm thu hút bọn tội phạm. The Giggler - một thành viên trong băng đảng của Manny, có tài chạy rất nhanh - giật chiếc máy ảnh trên tay Paul nhưng Paul đã kịp rút khẩu Wildey ra bắn chết hắn. Cái chết của The Giggler gây chấn động khiến các thành viên của băng đảng Manny bắt đầu thấy lo sợ còn người dân New York lại thấy phấn khích. Nữ luật sư tên Kathryn Davis là người từng bào chữa cho Paul, cô có cảm tình với ông nên đến thăm ông. Paul mời Kathryn đi ăn tối. Manny theo dõi Kathryn và trong lúc Paul đi mua đồ, hắn đánh Kathryn bất tỉnh rồi nhấn ga xe. Paul chạy đến nhưng không kịp. Chiếc xe lao xuống đường lớn va chạm với một ô tô khác và phát nổ khiến Kathryn tử vong.
Cái chết của Kathryn khiến Paul bị sốc. Lo ngại cho tình cảnh của Paul, Shriker cử người canh chừng và bảo vệ Paul. Lợi dụng lúc Paul đang suy sụp, băng đảng của Manny trả thù những người có quen biết với Paul. Manny giết chết vợ của ông chủ cửa hàng đá quý. Các thành viên của băng đảng Manny kéo đến gây sự với Bennett. Bennett lấy khẩu súng máy MG42 chống trả nhưng không may nó bị kẹt đạn nên sau đó ông bị băng đảng Manny đánh trọng thương. Paul đến bệnh viện thăm Bennett và được Bennett tiết lộ chỗ giấu khẩu súng máy thứ hai, đó là khẩu Browning M1919. Paul trở về căn hộ cùng với Rodriguez chuẩn bị vũ khí để tấn công băng đảng tội phạm. Họ dùng khẩu súng máy thứ hai của Bennett giết được khá nhiều tội phạm trước khi nó hết đạn. Những người dân và lực lượng cảnh sát (trong đó có Shriker) đồng loạt hỗ trợ Paul tiêu diệt băng đảng tội phạm của Manny.
Trong cuộc giao chiến, băng đảng Manny bắt đầu thất thế. Paul bắn hết đạn nên trở về căn hộ lấy thêm đạn. Manny ở gần đó nhìn thấy Paul, hắn lén đi theo Paul đến căn hộ định giết Paul nhưng đúng lúc đó Shriker xuất hiện cùng với Paul bắn hạ hắn. Shriker bị thương nhưng Manny vẫn chưa chết do hắn có mặc áo chống đạn. Trong lúc Shriker làm Manny xao lãng, Paul nhanh tay lấy khẩu súng chống tăng M72 LAW bắn chết Manny. Nghe tiếng nổ, các thành viên của băng đảng Manny hốt hoảng tập trung lại chỗ căn hộ. Khi thấy xác của Manny bốc cháy và xung quanh là rất đông người dân sẵn sàng đánh trả, bọn tội phạm chấp nhận chịu thua và rút khỏi khu vực. Cảnh sát và cứu thương được gọi đến hiện trường. Để trả ơn cứu mạng, Shriker đồng ý để Paul ra đi.

## Diễn viên
- Charles Bronson vai Paul Kersey: Một kiến trúc sư có vợ bị giết và con gái bị hãm hiếp bởi bọn tội phạm, ông quyết định sẽ diệt trừ các băng đảng tội phạm để trả thù.
- Deborah Raffin vai Kathryn Davis: Nữ luật sư đã giúp đỡ và có cảm tình với Paul, cô bị Manny giết chết.
- Ed Lauter vai Richard Shriker: Thanh tra ở sở cảnh sát New York, người đã giúp Paul trong cuộc chiến chống băng đảng Manny.
- Martin Balsam vai Bennett Cross: Cựu chiến binh trong Thế chiến hai, có quen biết với Charley, là bạn chiến hữu của Paul và cũng là hàng xóm của Paul.
- Gavan O'Herlihy vai Manny Fraker: Tên trùm băng đảng tội phạm khét tiếng ở New York. Hắn bị Paul giết bằng khẩu M72 LAW.
- Francis Drake vai Charley
- Joseph Gonzalez vai Rodriguez
- Marina Sirtis vai Maria
- Leo Kharibian vai Eli Kaprov
- Hana Maria Pravda vai Bà Kaprov
- John Gabriel vai Emil
- Mildred Shay vai Bà Emil
- Kirk Taylor vai The Giggler
- David Crean vai Hector